# Partit Galleguista (històric)
El Partit Galleguista va ser un partit fundat el desembre de 1931 de caràcter nacionalista gallec i amb rellevància en la política de la Segona República Espanyola. El seu òrgan de premsa va ser A Nosa Terra i la secció juvenil, la Federación de Mocedades Galeguistas, va ser fundada el gener de 1934 i tenia 1.000 afiliats.

## Formació
El 5 i 6 de desembre de 1931 el Partit Galleguista de Pontevedra convocà una Assemblea Nacionalista amb el propòsit de crear un partit nacionalista. A la convocatòria acudeixen 32 grups i germanors, entre els quals destaquen el Grupo Autonomista Galego de Vigo, Labor Galeguista i el Partido Nazonalista Republicán de Ourense. També participen representants de la Federación de Sociedades Galegas de l'Argentina i de la secció argentina de l'ORGA.

## Sensibilitats
El Partit Galeguista es definia pel seu nacionalisme gallec. No obstant això, dintre d'un comú galleguisme existien diferents corrents i sensibilitats dintre del partit 
- Conservadors de dreta que rebutjaven l'aliança amb l'esquerra (Risco, Ramón Otero Pedrayo, Filgueira, Antón Villar Ponte…);
- Liberals (Plácido Castro…);
- Simpatitzants amb l'esquerra (Alexandre Bóveda, Castelao, Suárez Picallo…);
- Defensors de la independència total de Galícia (Sociedade Nazonalista Pondal de Buenos Aires);
- Apartidistes (Álvaro Cunqueiro, López Cuevillas).

La convivència entre els diversos corrents no va ser sempre fàcil, i les tensions augmentaren durant el bienni radical-cedista a causa de la possibilitat que el Partit pactés amb l'esquerra, el que va causar finalment la sortida del sector més conservador.

## Consolidació
El 1932 participa juntament amb el Partit Republicà Gallec i Acció Republicana en el Comitè de Propaganda de l'Estatut, al mateix temps que es prepara per a participar en solitari, o en candidatures conjuntes amb els agraris, en les eleccions municipals d'abril de 1933, en les quals només obté un regidor a Ourense i la majoria, aliat amb els agraris, a Tui. Aquests mals resultats duen al sector progressista del PG a afavorir pactes amb els partits republicans, al que s'oposava el sector conservador liderat per Vicente Risco. En l'Assemblea Extraordinària d'octubre de 1933 s'imposen les tesis de Vicente Risco i el PG concorre a les eleccions generals de 1933 en solitari. Els 106.000 vots que obté no li serveixen per a aconseguir cap diputat, i el nou govern radical-cedista paralitza la tramitació de l'Estatut de Galícia. Després de la Revolució de 1934, en la qual el PG no va participar, el govern suspèn A Nosa Terra i bandeja Castelao i Alexandre Bóveda, escapçant al PG i provocant un descens momentani de la militància, però al mateix temps afavoreix la formació d'una aliança amb els republicans d'esquerra que fes possible l'aprovació de l'Estatut. En la III Assemblea del PG, celebrada a Ourense el 13 i 14 de gener de 1934 s'aprova amb l'oposició de Risco l'aliança estratègica amb els republicans i socialistes, ratificada en la IV Assemblea del PG, celebrada a Santiago de Compostel·la el 20 i 21 d'abril de 1935, amb l'oposició de Ramón Otero Pedrayo, que provoca l'escissió d'un sector de la dreta del PG, encapçalada per Vicente Risco que forma la Dereita Galeguista.

## Front Popular
Al juny de 1935 el PG comença a negociar amb Izquierda Republicana, i en l'Assemblea Extraordinària de 25 de gener de 1936 celebrada a Santiago de Compostel·la s'aprova l'ingrés del PG en el Front Popular per a concórrer a les eleccions generals de 1936 amb cinc candidats del Partit Galleguista: Castelao, Alexandre Bóveda, Xerardo Álvarez Gallego, Ramón Suárez Picallo i Antón Villar Ponte. Surten escollits Castelao amb 104.436 vots a Pontevedra i Suárez Picallo i Antón Villar Ponte amb al voltant de 150.000 vots cadascun. En total, els candidats del Partit Galleguista obtenen 287.000 vots. El 28 de juny de 1936 es compleixen els compromisos expressats pel Front Popular i se celebra el referèndum de l'Estatut d'Autonomia, que és aprovat.

## Guerra Civil
Després de la revolta militar de 1936 que va posar fi a l'activitat del PG en Galícia, comença la repressió dels militants galleguistes. Alguns dirigents com Xoán Carballeira, Ánxel Casal, Lustres Rivas, Camilo Díaz Baliño, Víctor Casas o Alexandre Bóveda són afusellats, uns altres marxen a l'exili. Així i tot el PG desaprova la participació dels seus militants en la guerrilla antifranquista. En 1937 el PG obre una delegació a Barcelona i publica el periòdic Nova Galícia entre abril de 1937 i juliol de 1938 dirigit per Castelao. Després de la caiguda de Catalunya els galleguistes passen a França i des d'allí es dirigeixen a diversos països d'Amèrica.

## Clandestinitat
L'activitat del PG a l'interior comença al juliol de 1947 amb una reunió a Coruxo, a la qual assisteixen 19 galleguistes i que decideixen formar un Comitè Executiu provisional integrat per Manuel Gómez Román, Ramón Otero Pedrayo i Plácido Castro, però foren Francisco Fernández del Riego i Ramón Piñeiro els quals van tenir un paper més actiu. En 1944 el PG s'integra en la Junta Gallega de Aliança Democràtica amb CNT, PSOE, UGT i els agraris. A partir de 1948 el PG aposta per una estratègia culturalista en oberta contradicció amb els galleguistas de l'exili. La fundació de l'Editorial Galaxia el 25 de juliol de 1950 va suposar la autodisolución del PG a Galícia.

## El Partit Galeguista a Amèrica
En 1932 es va fundar la Organización Nacionalista Republicana Gallega, filial del PG a Buenos Aires després del pas de la secció argentina de l'ORGA. Comptava amb 150 afiliats dirigits per Rodolfo Prada. En 1936, amb l'inici de la Guerra Civil Espanyola, canvia el nom a Grupo Galeguista de Buenos Aires. En aquest moment tenia 103 afiliats. En 1941 pren el nom d'Irmandade Galega i en 1942 reapareix A Nosa Terra, coincidint amb l'arribada massiva d'exiliats galleguistes a Buenos Aires, entre els quals es troba Castelao. A l'octubre de 1944 es constitueix el Consello de Galiza sota l'impuls de la Irmandade Galega i Castelao. La Irmandade Galeguista do Uruguai és el nom de la secció del PG en Uruguai, dirigida per Manuel Meilán. En 1949 el PG només compta amb 200 afiliats distribuïts en Buenos Aires i altres ciutats argentines, Montevideo, Mèxic i L'Havana.

## Militants
En 1932 el PG comptava amb 38 grups locals i 2.300 afiliats. Al llarg de l'any va implantant-se en tot el país i en 1933 els seus 60 grups locals comptaven amb 3.000 afiliats. Després de les eleccions de 1933 el PG experimenta una reculada momentània, i en 1935 li quedaven només 1.763 afiliats, però per a l'any 1935 aconsegueix reestructurar el partit arribant a 5.000 afiliats distribuïts en 90 grups locals.